# Uroctea semilimbata
Uroctea semilimbata är en spindelart som beskrevs av Simon 1910. Uroctea semilimbata ingår i släktet Uroctea och familjen Oecobiidae. Inga underarter finns listade i Catalogue of Life.